# 스메르시

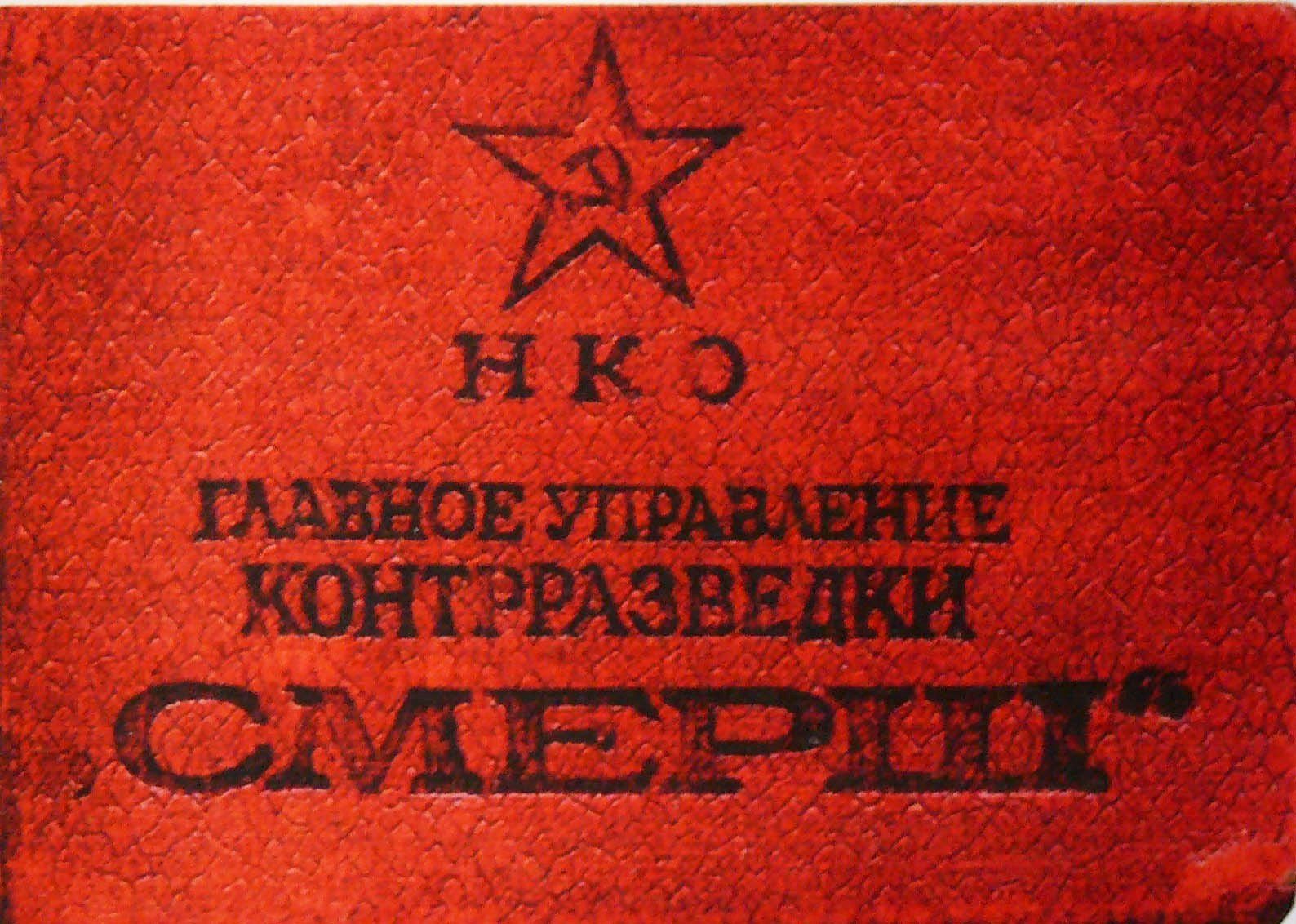

스메르시(러시아어: СМЕРШ)는 독소전쟁 당시 소련군의 방첩부서였다. 명칭은 러시아어 문장 "스파이에게 죽음을!"(러시아어: СМЕРть Шпионам 스메르티 시피오남[*])의 약자이며 스탈린이 직접 지었다고 전해진다.

## 방첩활동
스메르시의 주된 임무는 소련군의 후방을 각종 불순분자로부터 보호하는 것이었다. 그리하여 나치부역자, 반공파르티잔, 반란병, 탈영병, 스파이, 그리고 군범죄를 조사 및 체포했다.
1941년 2월 3일, 내무인민위원회(NKVD)의 군사방첩를 담당한 특수부가 소련군 소속으로 전속되어 국방인민위원부의 산하기관이 되었다. 또한 국가안보총국이 내무인민위원회로부터 분리되어 "국가보안인민위원회"(NKGB)로 이름을 바꾸었다. 독소전쟁이 발발하자, 1941년 7월 내무인민위원회와 국가보안인민위원회는 다시 합병되었다. 그리고 군사방첩도 다시 내무인민위원회로 넘어왔다.
소련의 최고지도자였던 스탈린은 군계급이 없었으나, 스스로 원수 계급과 최고사령관 직에 올라 여러 군관련 업무를 총괄했을 뿐만 아니라, 주요 전투에 직접 간섭하기도 하였다. 소련군이 초기의 패배를 딛고 영토를 속속 회복하자, 스탈린은 방첩, 반란저지, 점령사업 등을 스메르시의 임무로 지정하여 자신이 직접 지휘하였다.
1943년 4월 15일 방첩업무는 다시 국방인민위원부으로 재배속되었고, 스메르시는 다시 국방인민위원부 소속이 되었다. 이때 스메르시의 정식명칭은 "소련 국방인민위원부 최고방첩국 스메르시"(러시아어: Главное управление контрразведки СМЕРШ Народного комиссариата обороны СССР 글라브노에 우파라브녠니에 콘트라즈볘드키 스메르시 나로드노보 코미사리아타 오보로늬 에스에스에스에르[*])였다. 이 때 수장은 빅토르 아바쿠모프였다.
제2차 세계 대전이 종전되어 방첩활동이나 반란방지가 더 이상 필요하지 않게 되자 스메르시는 1946년 5월 해체되었다.

## 포로심사 활동 및 히틀러 유해 수색
스메르시의 다른활동은 독일군에 포로로 잡혔던 귀환 병사들에 대한 심사활동이었다. 소련군 포로 중 독일군에 부역했다고 판단된 자들은 스메르시에 의해 심사되어 강제수용소로 보내졌다. 독일군에 부역했던 블라소프의 러시아 해방군과 표트르 크라스노프의 카작 기병대, 그리고 우크라이나 민족주의자 그룹은 서방 연합국측에 항복했어도 소련으로 소환되어 스메르시의 심사를 받고 처단되었다.
한편 스메르시는 스탈린으로부터 히틀러의 죽음에 대한 진상을 조사하라는 명령을 받았다. 소련군과 스메르시 요원들은 히틀러가 자살한 퓌러엄폐호(퓌러붕커)를 샅샅히 뒤지고 당시 그곳에 있던 독일 정부 고관들을 심문하여 히틀러와 그의 아내인 에바 브라운의 화장된 유해를 찾아냈다.
이 유해는 마그데부르크에 있던 주동독 스메르시 본부에 묻혔다가, 1970년 4월 후에 이곳이 네오나치의 성지가 될 것을 우려한 당시 국가보안위원회의 수장이었던 안드로포프의 명령으로 다시 완전히 화장되어 재는 엘베강에 뿌려졌다. 이러한 진상은 소련 붕괴 이후에야 알려졌고, 그 이전에는 히틀러의 유해가 확인되지 않아 그의 생존설도 서방세계에 나돌았다.